# Perigonia restituta
Perigonia restituta är en fjärilsart som beskrevs av Druce 1896. Perigonia restituta ingår i släktet Perigonia och familjen svärmare. Inga underarter finns listade i Catalogue of Life.